# ТЕЦ Пулави
ТЕЦ Пулави — теплоелектроцентраль на сході Польщі, за чотири десятки кілометрів на північний захід від Любліна.
Для забезпечення своїх потреб хімічний завод Zakłady Azotowe Puławy має власну ТЕЦ, на якій станом на середину 2010-х працювали чотири парові турбіни загальною потужністю 117 МВт. Дві з них типу VPT30/30-90/14/2.5 потужністю по 30 МВт постачив у 1965-му та 1966-му чеський Перший Брненський машинобудівний завод. Одну типу 9UP-32-2 з показником 32,5 МВт виготовила в 1971-му компанія Zamech з Ельблонгу. Нарешті, у 1982-му Перший Брненський постачив турбіну PR25/25-90/33/14 потужністю 25 МВт.
Пара для турбін надходила від змонтованих у 1966—1979 роках п'яти котлів типу ОР-215 виробництва компанії Sefako із Сендзішува. Як паливо вони використовували вугілля, а також природний газ та відходи хімічного виробництва (суміш MEAK, котра складається із складних ефірів, спиртів та кислот).
Станом на 2018-й за станцією рахувалось вже 3 турбіни загальною потужністю 87,5 МВт.
В 2019-му оголосили про початок будівництва нового вугільного енергоблока електричною та тепловою потужністю 100 МВт та 300 МВт відповідно. За планами, він замінить старі генеруючі потужності.